# Маріо Сільберман Гурович
Маріо Сільберман (Сільверман) Гурович (ісп. Mario Silberman Gurovich) — чилійський вчений-фізик, журналіст та дипломат.

## Біографія
З 1972 по 1973 рр. був радником з економічних питань в чилійському посольстві в Москві.
Його брат, член Компартії Чилі, Давид Сільберман загинув після військового заколоту в Чилі. Сам Маріо Сільберман став політичним емігрантом.
З 05.10.2004 по 2006 — Надзвичайний і Повноважний посол Чилі в Росії.
З 11.02.2005 — Надзвичайний і Повноважний посол Чилі у Казахстані за сумісництвом.
З 26.05.2005 — Надзвичайний і Повноважний посол Чилі в Україні за сумісництвом.
|  | Одеса є надзвичайно важливим портом на Чорному морі, а Альпаїс на Середземному. Під час зустрічі з мером міста мова йшла якраз про зміцнення торговельних стосунків між нашими містами. Ми побачили і факт відродження культурного життя Одеси. Це може стати підставою для співпраці у культурному житті”, - сказав Посол Чилі в Україні та Росії Маріо Сильберман Гурович |